# Musza pártus királynő
Musza (vagy Thea Musza) a Pártus Birodalom királynője társuralkodóként fia, V. Phraatész mellett i. e. 2 és i. sz. 4 között. 
Musza eredetileg itáliai rabszolganő volt, akit Augustus római császár ajándékozott IV. Phraatész pártus uralkodónak. Hamarosan a király kedvenc feleségévé vált és fiút szült neki. I. e. 2-ben megmérgezte férjét és fiával, V. Phraatésszel közösen elfoglalta a birodalom trónját. Uralkodásuk csak néhány évig tartott, egy nemesi felkelés elűzte őket és fiával együtt Rómába menekült. 
Musza az első Irán történelmének három királynője (saját jogán kormányzó női uralkodója) közül (a másik kettő a 7. századi szászánida nővérek, Bórán és Ázarmídoht).

## Uralomra jutása
Musza itáliai rabszolganő volt, akit Augustus római császár ajándékozott IV. Phraatész királynak, amikor i. e. 20 körül békét kötöttek: a rómaiak visszaszolgáltatták a pártus uralkodónak a II. Tiridatész trónkövetelő által elrabolt fiát, cserébe a carrhaei csatában elvesztett hadijelvényekért, valamint a még életben lévő hadifoglyokért. Egyes feltételezések szerint Musza kém volt, és a császár azért küldte a pártus udvarba, hogy információkat szolgáltasson számára vagy próbálja a rómaiak javára befolyásolni az idősödő Phraatészt. Phraatésznek ekkor már legalább négy felesége volt: Olennieiré, Kleopátra, Baszeirta és Bisztheibanapsz. Musza hamarosan a király bizalmába férkőzött, kegyencévé és hivatalos feleségévé vált. Röviddel később, i. e 19 körül fiút szült, akit apja után Phraatésznek neveztek el. I. e. 10-9 körül rávette férjét, hogy négy idősebb fiát küldje Rómába, hogy ne akadályozhassák a kis Phraatész utódlását.

## Uralkodása

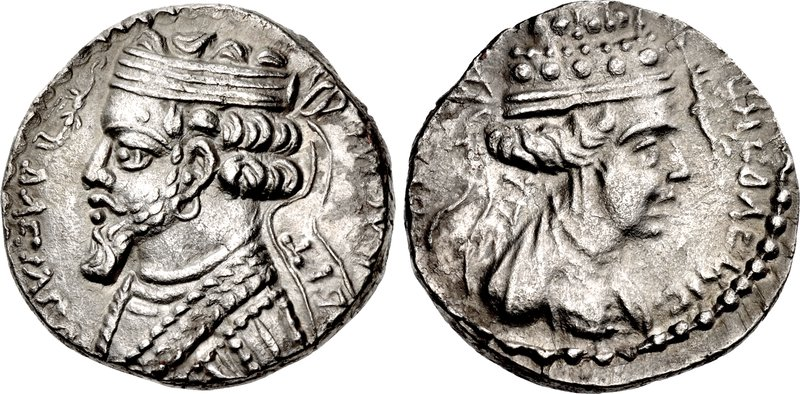
V. Phraatész és Musza közös, Szeleukeiában vert pénze

I. e. 2-ben Musza megmérgezte IV. Phraatészt, majd fiával közösen elfoglalta a Pártus Birodalom trónját.
Iosephus Flavius 1. századi római történetíró megemlíti az a híresztelést, miszerint Musza férjhez ment volna a fiához. Ezt az állítást más forrásból sem cáfolni, sem alátámasztani nem lehet; mindenesetre sem a Pártus, sem az Óperzsa Birodalomban nem volt szokásban, hogy szülők és gyerekeik házasságot kössenek. Mai történészek felhívják a figyelmet, hogy Iosephus története Muszáról több ponton azonos Szemiramiszéval, aki egyes legendák szerint vérfertőző viszonyt folytatott a fiával.
Az uralkodópáros pénzeinek egyik oldalán V. Phraatész, a másikon Musza arcképe volt látható. A feliraton a baszilissza (királynő) cím a hellenisztikus időszakban egyaránt vonatkozhatott a király feleségére vagy a királyi családból származó nőkre.
Öt évnyi uralkodás után a pártus arisztokrácia (akit Musza rabszolga származása ugyanúgy felháborított, mint hogy Phraatész elismerte Örményország római érdekszférába való kerülését) fellázadt ellenük, elűzték őket és az uralkodói dinasztiába tartozó III. Oródészt ültették a trónra. V. Phraatész és Musza Rómába menekült, ahol Augustus menedéket nyújtott a számukra.

## Feltételezett szobra

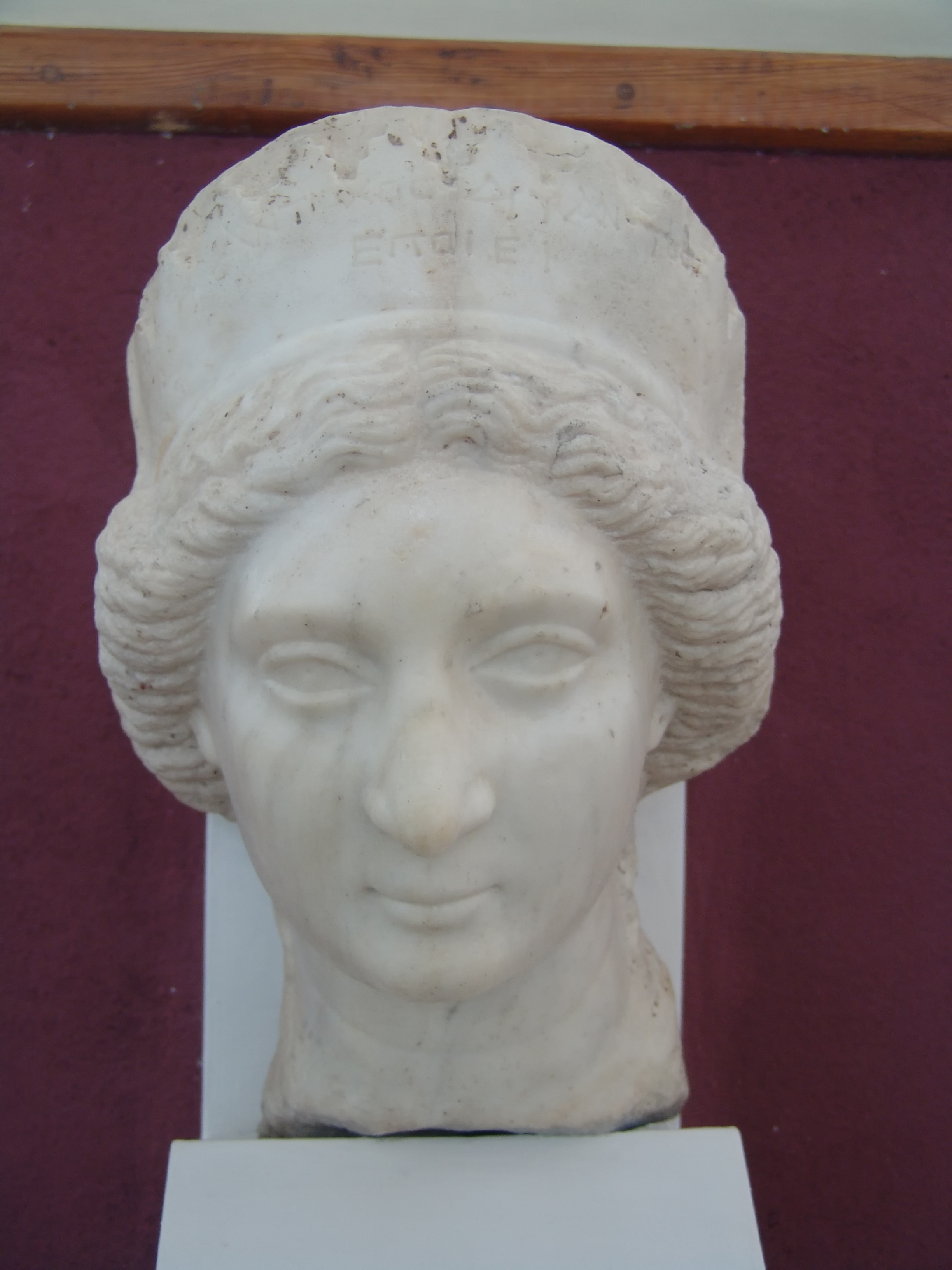
Szúzában talált, Muszának tulajdonított szoborfej

Több korabeli női ábrázolást próbáltak Muszának tulajdonítani, többek között egy gyűrűn és egy ékkövön találhatót, ezek hitelessége azonban kérdéses. 1939-ben francia régészek egy női márványfejet találtak Szúzában, amelyez egy Antiokhosz nevű szobrász készített. A szobrot Muszával azonosították,, később azonban ezt kétségbe vonták, mert arcvonásai nem hasonlítanak a királynőéhez és csipkézett szélű koronája is inkább az Óperzsa Birodalomban volt használatos (Musza a pénzein háromemeletes, drágakövekkel kirakott koronát hord). A csipkés szélű koronát nemcsak királyok, hanem istenek is hordhatták, például Tükhé istennőt hasonló fejfedővel ábrázolják a pártus pénzeken.

## Fordítás
- Ez a szócikk részben vagy egészben  a   Musa of Parthia című angol Wikipédia-szócikk ezen változatának fordításán alapul.  Az eredeti cikk szerkesztőit annak laptörténete sorolja fel. Ez a jelzés csupán a megfogalmazás eredetét és a szerzői jogokat jelzi, nem szolgál a cikkben szereplő információk forrásmegjelöléseként.

| Előző uralkodó: IV. Phraatész | Pártus király I. e. 2 – I. sz. 4 | Következő uralkodó: III. Oródész |